# Gran Premio d'Argentina 1974
Il Gran Premio d'Argentina 1974 è stata la prima prova della stagione 1974 del Campionato mondiale di Formula 1. Si è corsa domenica 13 gennaio 1974 sul Circuito di Buenos Aires. La gara è stata vinta dal neozelandese Denny Hulme su McLaren-Ford Cosworth; per il vincitore si trattò dell'ottavo, e ultimo, successo nel mondiale. Ha preceduto sul traguardo l'austriaco Niki Lauda e lo svizzero Clay Regazzoni, entrambi su Ferrari.
Quella di Hulme fu l'ultima vittoria nel Campionato mondiale di Formula 1 per un pilota neozelandese. Lauda ottenne il suo primo podio in una gara valida per il mondiale di Formula 1.

## Vigilia

### Aspetti tecnici
Il Gran Premio utilizzò una versione diversa del tracciato, quella denominata 15, rispetto alle nove edizioni precedenti, in cui era stato utilizzato il circuito 9. La lunghezza del giro veniva allungata a quasi 6 km, dai 3,3 km precedenti, con l'aggiunta di due lunghi rettifili (Recta del Fondo e Recta del Lago), che correvano attorno a un piccolo laghetto, innestati sul curvon Passadore e sulla Ascari, raccordati dal curvone Salotto. Questa conformazione era quella utilizzata per la 1000 km di Buenos Aires, prova del mondiale marche.
La Brabham fece esordire il modello BT44, concepita da Gordon Murray. La monoposto presentava una struttura piramidale, a disegno molto fluido.  I fianchi del cockpit si fondevano verso l'anteriore, per integrare le prese d'aria con il coprimotore, in una linea ininterrotta. Era presente anche una nuova geometria delle sospensioni in-board a flessibilità variabile. Il team privato Hexagon proseguì invece nell'impiego della BT42, il cui sviluppo fu affidato a Alan McCall. La Scuderia Ferrari presentò un aggiornamento della Ferrari 312 B3, sotto la guida di Mauro Forghieri, richiamato a metà 1973 dalla casa di Maranello. La Ferrari si accordò con l'Agip, per la creazione di un rapporto di collaborazione sia nel settore tecnico-industriale che per le competizioni. La casa italiana sostituì la Shell quale fornitrice dei carburanti.
La March presentò il modello 741, mentre la Surtees fece esordire la TS16. La scuderia Hill proseguì a impiegare vetture costruite da altri, ma non più una Shadow, bensì la Lola T370, con cui il costruttore britannico rientrava in F1, dopo aver costruito il telaio per la Honda nel 1968. La Shadow fornì al solo Revson la nuova DN3. Anche la Frank Williams Racing Cars, terminata la collaborazione con la Iso Rivolta, mise in pista un nuovo modello, la FW, concepita da Gian Paolo Dallara. L'Ensign portò all'esordio la MN174.

### Aspetti sportivi
Il campione del mondo 1972, il brasiliano Emerson Fittipaldi, passò dalla Lotus alla McLaren, ove fece coppia con Denny Hulme. Una terza McLaren venne affidata al team semiufficiale, sponsorizzato dalla Yardley, con pilota Mike Hailwood. La Lotus sostituì Fittipaldi con Jacky Ickx, proveniente dalla Iso-Williams.
Alla Scuderia Ferrari arrivarono due piloti impegnati nella stagione 1973 con la BRM: il ticinese Clay Regazzoni (che aveva corso per la scuderia italiana tra il 1970 e il 1972), e l'austriaco Niki Lauda. Anche la Tyrrell dovette sostituire i due piloti titolati del 1973, a causa della morte di François Cevert e del ritiro di Jackie Stewart: arrivarono Jody Scheckter, dalla McLaren, e Patrick Depailler, già impiegato in un paio di gare nel 1972, che aveva corso nel 1973 in F2.
Carlos Reutemann venne confermato alla Brabham, dove fece l'esordio in F1 il pilota britannico Richard Robarts, proveniente dalla F3. Il nordirlandese John Watson, impiegato nel 1973, trovò un volante ancora con una Brabham, del team privato John Goldie Racing with Hexagon. La BRM presentò un trio di piloti francesi: al confermato Jean-Pierre Beltoise si affiancarono Henri Pescarolo, che nel 1973 aveva corso 3 gare con March e Iso, e François Migault, che nel 1972 aveva esordito in F1 con la Connew.
La scuderia statunitense Shadow modificò la sua coppia di piloti: Peter Revson, che arrivava dalla McLaren, e Jean-Pierre Jarier, che nell'anno precedente era stato impiegato dalla March. Quest'ultimo team schierò due monoposto ufficiali: una per l'esordiente tedesco, figlio d'arte, Hans Joachim Stuck, e una per Howden Ganley, che arrivava dalla Iso-Williams. Il Team Hesketh proseguì a impiegare una March privata, sempre guidata da James Hunt.
La Surtees confermò Carlos Pace e il pilota tedesco Jochen Mass, mentre Arturo Merzario guidava la sola Williams iscritta. La Hill, oltre al veterano Graham Hill, portò l'esordio il britannico Guy Edwards.
Da questa stagione la numerazione dei piloti fu fissata ad inizio campionato. Ad ogni scuderia vennero attribuiti dei numeri, che non cambiavano da gara a gara. Il numero 1, non potendo venir assegnato a Jackie Stewart, campione uscente, ma non ripresentato in campionato, non venne però riservato alla sua ex scuderia, ovvero la Tyrrell, ma venne attribuito al Team Lotus, che aveva vinto la Coppa Costruttori 1973. Fu Ronnie Peterson a fregiarsi del numero 1, unico caso nella storia del mondiale, dall'introduzione dei numeri fissi, in cui tale numero non fu attribuito, per la stagione, a un campione del mondo uscente. La restante numerazione venne attribuita sempre secondo la classifica della Coppa Costruttori dell'anno precedente.

## Qualifiche

### Resoconto
Il ferrarista Clay Regazzoni ottenne il tempo migliore nella sessione del venerdì. L'elvetico chiuse con 1'50"96, l'unico pilota sotto il muro del minuto e 51, precedendo Peter Revson, su Shadow e il pilota di casa Carlos Reutemann. L'altro pilota della Ferrari, Niki Lauda, fu quarto. I tempi vennero forniti alla stampa con ritardo, per un guasto ai computer. L'unico pilota che non ottenne tempi validi per lo schieramento fu Arturo Merzario, della Williams, che uscì, a inizio delle prove, da una chicane, danneggiando la vettura, che non poté essere più utilizzata nella sessione.
Al sabato Ronnie Peterson strappò la pole position a Regazzoni proprio negli ultimi istanti della sessione, non permettendo al ticinese di replicare. Per lo svedese della Lotus fu la decima partenza al palo, nel mondiale. Emerson Fittipaldi scalò terzo, davanti a Revson. James Hunt e Carlos Reutemann completarono la terza fila, mentre Lauda retrocedette in quarta. Merzario si qualificò in settima fila, dopo che era stato accolto un ricorso in merito ai tempi della sessione del venerdì. Rikky von Opel, ultimo dei qualificati, vista la scarsa competitività della sua Ensign, decise di non prendere il via.

### Risultati
Nella sessione di qualifica si è avuta questa situazione:
| Pos | Nº | Pilota               | Costruttore                | Tempo   | Griglia |
| --- | -- | -------------------- | -------------------------- | ------- | ------- |
| 1   | 1  | Ronnie Peterson      | Lotus-Ford Cosworth        | 1'50"78 | 1       |
| 2   | 11 | Clay Regazzoni       | Ferrari                    | 1'50"96 | 2       |
| 3   | 5  | Emerson Fittipaldi   | McLaren-Ford Cosworth      | 1'51"06 | 3       |
| 4   | 16 | Peter Revson         | Shadow-Ford Cosworth       | 1'51"30 | 4       |
| 5   | 24 | James Hunt           | March-Ford Cosworth        | 1'51"52 | 5       |
| 6   | 7  | Carlos Reutemann     | Brabham-Ford Cosworth      | 1'51"55 | 6       |
| 7   | 2  | Jacky Ickx           | Lotus-Ford Cosworth        | 1'51"70 | 7       |
| 8   | 12 | Niki Lauda           | Ferrari                    | 1'51"81 | 8       |
| 9   | 33 | Mike Hailwood        | McLaren-Ford Cosworth      | 1'51"86 | 9       |
| 10  | 6  | Denny Hulme          | McLaren-Ford Cosworth      | 1'52"06 | 10      |
| 11  | 18 | Carlos Pace          | Surtees-Ford Cosworth      | 1'52"20 | 11      |
| 12  | 3  | Jody Scheckter       | Tyrrell-Ford Cosworth      | 1'52"47 | 12      |
| 13  | 20 | Arturo Merzario      | Iso Marlboro-Ford Cosworth | 1'53"14 | 13      |
| 14  | 14 | Jean-Pierre Beltoise | BRM                        | 1'53"18 | 14      |
| 15  | 4  | Patrick Depailler    | Tyrrell-Ford Cosworth      | 1'53"27 | 15      |
| 16  | 17 | Jean-Pierre Jarier   | Shadow-Ford Cosworth       | 1'53"66 | 16      |
| 17  | 26 | Graham Hill          | Lola-Ford Cosworth         | 1'53"90 | 17      |
| 18  | 19 | Jochen Mass          | Surtees-Ford Cosworth      | 1'53"90 | 18      |
| 19  | 10 | Howden Ganley        | March-Ford Cosworth        | 1'54"21 | 19      |
| 20  | 28 | John Watson          | Brabham-Ford Cosworth      | 1'54"39 | 20      |
| 21  | 15 | Henri Pescarolo      | BRM                        | 1'54"67 | 21      |
| 22  | 8  | Richard Robarts      | Brabham-Ford Cosworth      | 1'54"73 | 22      |
| 23  | 9  | Hans-Joachim Stuck   | March-Ford Cosworth        | 1'55"19 | 23      |
| 24  | 37 | François Migault     | BRM                        | 1'55"43 | 24      |
| 25  | 27 | Guy Edwards          | Lola-Ford Cosworth         | 1'56"43 | 25      |
| 26  | 22 | Rikky von Opel       | Ensign-Ford Cosworth       | 1'57"86 | NP      |

## Gara

### Resoconto
Prima della partenza la folla aveva invaso la pista, tanto che lo stesso Juan Manuel Fangio, che dette anche il via alla gara, dovette invitare i presenti a tornare sulle tribune. Alla partenza Ronnie Peterson mantenne il comando, precedendo James Hunt e Carlos Reutemann, autori di un buon avvio. Più dietro Peter Revson urtò la vettura di Mike Hailwood, partendo poi di traverso sul tracciato, provocando il caos alla Esse Del Cervo. Molti piloti dovettero evitare l'impatto con la vettura di Revson, con Clay Regazzoni che andò in testacoda, mentre l'altro pilota della Shadow, Jean-Pierre Jarier, non poté evitare il contatto con Revson. Il francese fu costretto all'abbandono; poco dopo anche Revson fu costretto a ritirarsi. Nel corso del primo giro Hunt attaccò Peterson all' Entrado, ma a causa di un errore, finì in testacoda, e venne passato da tutti gli altri piloti.
Peterson guidava, al termine del primo giro, davanti a Reutmann, Fittpaldi, Hailwood, Ickx, Hulme e Pace. Il comando della gara cambiò al terzo giro, quando Reutemann superò Peterson. Al quarto passaggio Emerson Fittipaldi fu costretto ai box per un problema con una candela e, poco dopo, Hulme passò Jacky Ickx. Il neozelandese, al settimo giro, passò anche Hailwood, mentre Niki Lauda entrò in zona punti, passando Pace.
Al giro 8 Mike Hailwood cedette ancora una posizione, a Ickx. Peterson si trovava in grave difficoltà con gli pneumatici, e venne passato da Hulme, che così scalo secondo. Nei giri successivi lo svedese della Lotus dovette cedere anche a Hailwood, Lauda e Pace. L'austriaco passò subito il pilota della McLaren, ponendosi quarto, alle spalle di Carlos Reutemann, Denny Hulme e Ickx.
Al ventiduesimo giro Pace fu costretto al ritiro, per un guasto al motore; ciò consentì a Regazzoni, che dopo il problema al via era sceso lontano dai primi, di scalare settimo. Al ventisettesimo giro Ickx, vittima di una foratura lenta, venne passato da Lauda. Il belga, poi costretto ai box, ripartì solo tredicesimo. La classifica era sempre comandata dal pilota di casa Reutemann, davanti a Hulme, Lauda, Hailwood, Peterson, Regazzoni e Jean-Pierre Beltoise.
Al trentaduesimo giro Regazzoni, nella parte più lenta del tracciato, prese la quinta piazza a Peterson, sempre penalizzato dagli pneumatici. Dopo tre giri l'elvetico ebbe la meglio anche su Mike Hailwood. Peterson, intanto, dovette cedere altre posizioni, uscendo definitivamente dalla zona dei punti. Per il battistrada, Reutemann, ci fu la rottura della presa d'aria, posta sopra la testa del pilota. La presa restava fissata sul telaio, ma rischiava di cadere sul capo del pilota. Questo inconveniente rendeva meno performante la Brabham, ciò che consentiva a Hulme di ridurre il margine di distacco dal primo.
Negli ultimi giri Reutemann dovette far fronte anche a una mancanza di carburante. Nel pre-gara, infatti, i meccanici avevano dovuto risolvere un problema a un mozzo di ruota, cosa che non aveva permesso loro di completare correttamente l'approvvigionamento del carburante. Al giro 52 Hulme passò l'argentino, che cercava solo di completare la gara.
Nell'ultimo giro Reutemann fu costretto a fermarsi, venendo classificato solo settimo. Hulme ottenne la sua ottava, e ultima, vittoria nel campionato mondiale di F1. Il neozelandese precedette le due Ferrari di Niki Lauda, al primo podio nel mondiale, e Clay Regazzoni. Patrick Depailler, sesto, ottenne il suo primo punto iridato.

### Risultati
I risultati del gran premio sono i seguenti:
| Pos | No | Pilota               | Costruttore                | Giri | Tempo Ritiro        | Pos Griglia | Punti |
| --- | -- | -------------------- | -------------------------- | ---- | ------------------- | ----------- | ----- |
| 1   | 6  | Denny Hulme          | McLaren-Ford Cosworth      | 53   | 1h41'02"01          | 10          | 9     |
| 2   | 12 | Niki Lauda           | Ferrari                    | 53   | + 9"27              | 8           | 6     |
| 3   | 11 | Clay Regazzoni       | Ferrari                    | 53   | + 20"41             | 2           | 4     |
| 4   | 33 | Mike Hailwood        | McLaren-Ford Cosworth      | 53   | + 31"79             | 9           | 3     |
| 5   | 14 | Jean-Pierre Beltoise | BRM                        | 53   | + 51"84             | 14          | 2     |
| 6   | 4  | Patrick Depailler    | Tyrrell-Ford Cosworth      | 53   | + 1'52"48           | 15          | 1     |
| 7   | 7  | Carlos Reutemann     | Brabham-Ford Cosworth      | 52   | Mancanza di benzina | 6           |       |
| 8   | 10 | Howden Ganley        | March-Ford Cosworth        | 52   | Mancanza di benzina | 19          |       |
| 9   | 15 | Henri Pescarolo      | BRM                        | 52   | + 1 giro            | 21          |       |
| 10  | 5  | Emerson Fittipaldi   | McLaren-Ford Cosworth      | 52   | + 1 giro            | 3           |       |
| 11  | 27 | Guy Edwards          | Lola-Ford Cosworth         | 51   | + 2 giri            | 25          |       |
| 12  | 28 | John Watson          | Brabham-Ford Cosworth      | 49   | + 4 giri            | 20          |       |
| 13  | 1  | Ronnie Peterson      | Lotus-Ford Cosworth        | 48   | + 5 giri            | 1           |       |
| Rit | 26 | Graham Hill          | Lola-Ford Cosworth         | 45   | Motore              | 17          |       |
| Rit | 2  | Jacky Ickx           | Lotus-Ford Cosworth        | 36   | Frizione            | 7           |       |
| Rit | 8  | Richard Robarts      | Brabham-Ford Cosworth      | 36   | Cambio              | 22          |       |
| Rit | 9  | Hans-Joachim Stuck   | March-Ford Cosworth        | 31   | Frizione            | 23          |       |
| Rit | 37 | François Migault     | BRM                        | 31   | Perdita d'acqua     | 24          |       |
| Rit | 3  | Jody Scheckter       | Tyrrell-Ford Cosworth      | 25   | Motore              | 12          |       |
| Rit | 18 | Carlos Pace          | Surtees-Ford Cosworth      | 21   | Sospensione         | 11          |       |
| Rit | 20 | Arturo Merzario      | Iso Marlboro-Ford Cosworth | 19   | Surriscaldamento    | 13          |       |
| Rit | 24 | James Hunt           | March-Ford Cosworth        | 11   | Surriscaldamento    | 5           |       |
| Rit | 19 | Jochen Mass          | Surtees-Ford Cosworth      | 10   | Motore              | 18          |       |
| Rit | 16 | Peter Revson         | Shadow-Ford Cosworth       | 1    | Incidente           | 4           |       |
| Rit | 17 | Jean-Pierre Jarier   | Shadow-Ford Cosworth       | 0    | Incidente           | 16          |       |
| NP  | 22 | Rikky von Opel       | Ensign-Ford Cosworth       | 0    | Non partito         | 26          |       |

## Statistiche
Piloti
- 8ª e ultima vittoria per Denny Hulme
- 10° pole position per Ronnie Peterson
- 1° podio per Niki Lauda
- 10° podio per Clay Regazzoni
- 1º Gran Premio per Richard Robarts, Guy Edwards e Hans-Joachim Stuck

Costruttori
- 9° vittoria per la McLaren

Motori
- 67° vittoria per il motore Ford Cosworth

Giri al comando
- Ronnie Peterson (1-2)
- Carlos Reutemann (3-51)
- Denny Hulme (52-53)

## Classifiche

### Piloti
| Pos. | Pilota               | Punti |
| ---- | -------------------- | ----- |
| 1    | Denny Hulme          | 9     |
| 2    | Niki Lauda           | 6     |
| 3    | Clay Regazzoni       | 4     |
| 4    | Mike Hailwood        | 3     |
| 5    | Jean-Pierre Beltoise | 2     |
| 6    | Patrick Depailler    | 1     |

### Costruttori
| Pos. | Team                  | Punti |
| ---- | --------------------- | ----- |
| 1    | McLaren-Ford Cosworth | 9     |
| 2    | Ferrari               | 6     |
| 3    | BRM                   | 2     |
| 4    | Tyrrell-Ford Cosworth | 1     |